# Raúl Campero
Raúl Campero Núñez (Nayarit, 29 de novembro de 1919 - 31 de outubro de 1980) foi um ginete mexicano, especialista em saltos, campeão olímpico. 

## Carreira
Raúl Campero representou seu país nos Jogos Olímpicos de 1948 a medalha de bronze no CCE por equipes em 1948.